# SIG Sauer SIG516
El SIG Sauer SIG516 es un rifle multicalibre semiautomático o de fuego selecto, fabricado por SIG Sauer. Es un rifle estilo AR-15 con recámara de balas de 5,56 × 45 mm OTAN. Introducido en 2010, el SIG 516 fue descontinuado a partir de 2019 luego de la introducción del SIG MCX.[cita requerida] Sin embargo, existe una variante con recámara de 7,62x51 mm NATO, el SIG 716i, que permanece en producción.

## Historia
La SIG Sauer SIG516 comparte linaje con la Heckler & Koch HK416. Los principales ingenieros de armas de fuego para la SIG516 fueron Robert Hirt y Chris Sirois. El ingeniero Hirt fue instrumental en el desarrollo de la HK416. Después de su tiempo con Heckler & Koch, Hirt fue reclutado por SIG Sauer para trabajar con el entonces ingeniero de SIG, Chris Sirois, en una versión mejorada de la HK416. Se omitieron muchos componentes propietarios de la HK416 que se intercambiaron por componentes estándar (componentes conformes a las especificaciones militares de la carabina M4). También se abordaron otros problemas de la HK416, como la alta tasa cíclica (en ese momento), que causa un ciclo de vida más corto, una ventilación de gas que aparecía en condiciones de poca luz, y problemas de seguridad (es decir, la necesidad de un seguro para el percutor). Hirt y Sirois diseñaron más tarde la SIG716 y la SIG MCX/SIG MPX. Posteriormente fueron reclutados por Caracal para desarrollar una nueva iteración de rifle que fuera superior tanto a la serie HK416 como a la SIG516, la serie CAR 816.

## Detalles de diseño

### Mecanismo de operación

Pistón de gas de carrera corta

Funciona con un sistema de pistón de gas de carrera corta que acciona un cerrojo rotativo. El pistón de gas impulsa el portacerrojo hacia atrás, donde un muelle lo devuelve a la posición de cierre y bloqueo. Este proceso introduce el siguiente cartucho en la recámara. El SIG 516 cuenta con un regulador de gas de cuatro posiciones, que permite al usuario ajustar la cantidad de gas que llega al pistón.

### Características
El SIG 516 cuenta con una palanca de seguridad en el lado izquierdo, que se acciona con el pulgar de la mano que sostiene el gatillo. El bloque de gas incorpora un regulador de gas ajustable. El bloque de gas frontal dispone de raíles para montar la alza con un punto de mira plegable. Los modelos SIG 516 llevan un apagallamas de tipo jaula de pájaros similar al del M16A2.

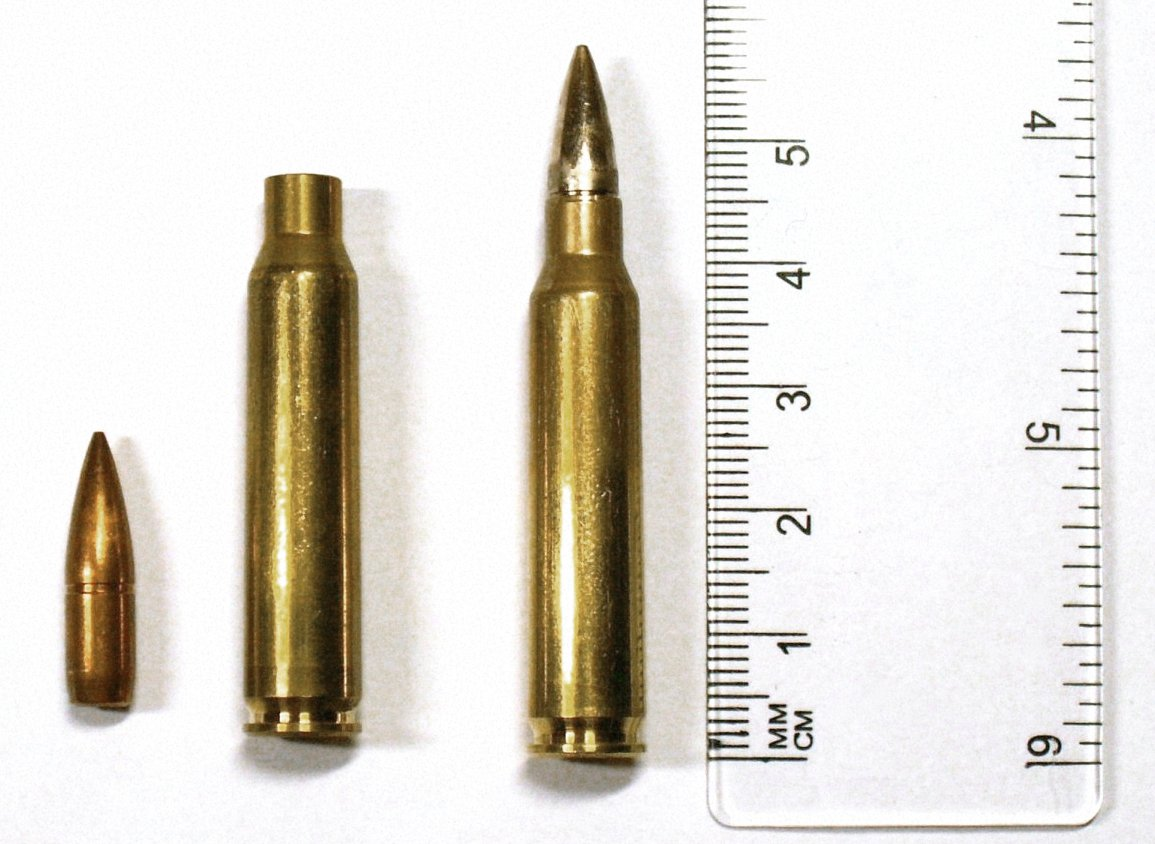
Munición del Sig Sauer SIG516, 5,56 × 45 mm

Todos los modelos SIG 516, salvo el Marksman, tienen cañones de 16 pulgadas (40,6 cm) rodeados por un riel flotante M1913 Picatinny, y también cuentan con alzas de hierro plegables (BUIS) hechas por SIG Sauer.
Los modelos SIG 516 de la OTAN, que usan el calibre 5,56 × 45 mm, son compatibles con los cargadores tipo AR-15. Estos cargadores se fabrican en capacidades de 5, 10, 20 y 30 balas. Los modelos SIG 516 rusos, que tienen el calibre 7,62 × 39 mm, requieren unos cargadores distintos, diseñados para los rifles AR-15 de ese calibre. El rifle funciona con un percutor y tiene un disparador de dos fases en el SIG516 Marksman, mientras que los demás tienen un disparador de una fase según el estándar militar.
El SIG 516 cumple con el protocolo de prueba de la OTAN ‘Over the Beach’, que implica que el rifle puede disparar de manera segura y rápida tras haber sido sumergido en agua.

## Variantes

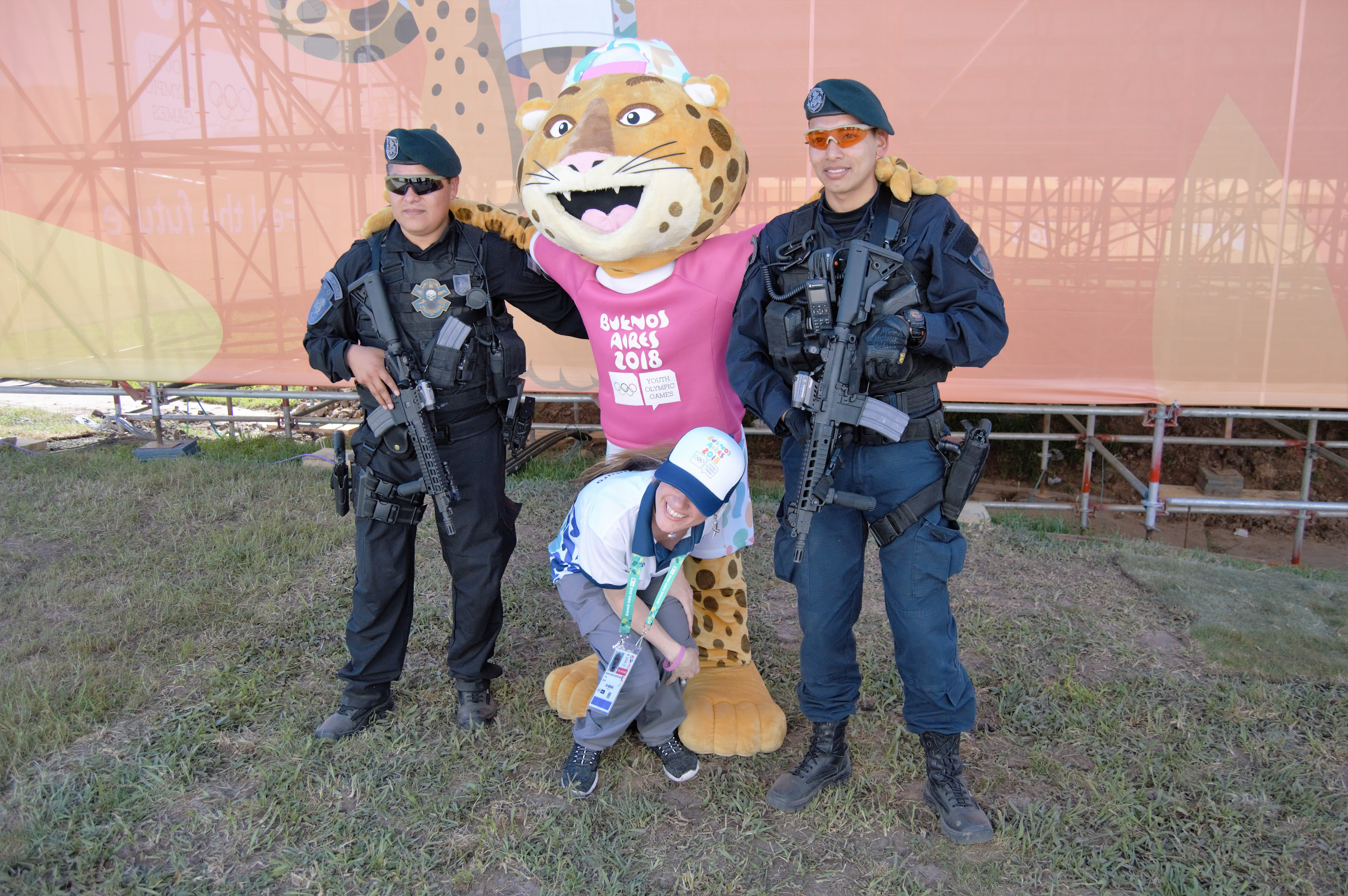
Miembros de la Policía de la Ciudad portando Sig Sauer SIG516 o variante de la misma. Buenos Aires, 2018

### SIG716
El SIG 716 es un rifle de combate que se inspira en el mismo diseño, pero está calibrado para el cartucho OTAN de mayor tamaño, el 7,62 x 51 mm, y usa cargadores tipo SR-25.

### SIG716 G2
El SIG 716 G2 (Generación 2) tiene un sistema de pistón de gas de carrera corta. Este mecanismo disminuye la suciedad por carbón, el sobrecalentamiento y los residuos de pólvora en el mecanismo, asegurando una mayor fiabilidad y rendimiento. El modelo G2 Patrol está calibrado para el cartucho OTAN de 7,62 × 51 mm, mientras que el modelo G2 DMR usa el calibre 6,5 mm Creedmoor.

### SIG 716i
El SIG 716i (impacto) tiene un sistema de gas que acciona un perno rotativo (pistón interno) en vez de un sistema de pistón de gas de carrera corta. Este mecanismo de perno Stoner y pistón portador le ha permitido a SIG Sauer abaratar la producción y aumentar las ventas del 716i, además de aligerar el peso. El 716i está calibrado para el cartucho OTAN de 7,62 × 51 mm. Sig Sauer parece haber retirado del mercado los modelos SIG716 y SIG716 G2, ya que no los muestra en su página web, aunque sigue vendiendo cargadores y repuestos en su tienda online. El 716i fue elegido como el mejor rifle AR-10 del año 2020, según la votación de los lectores de la revista Ballistic.

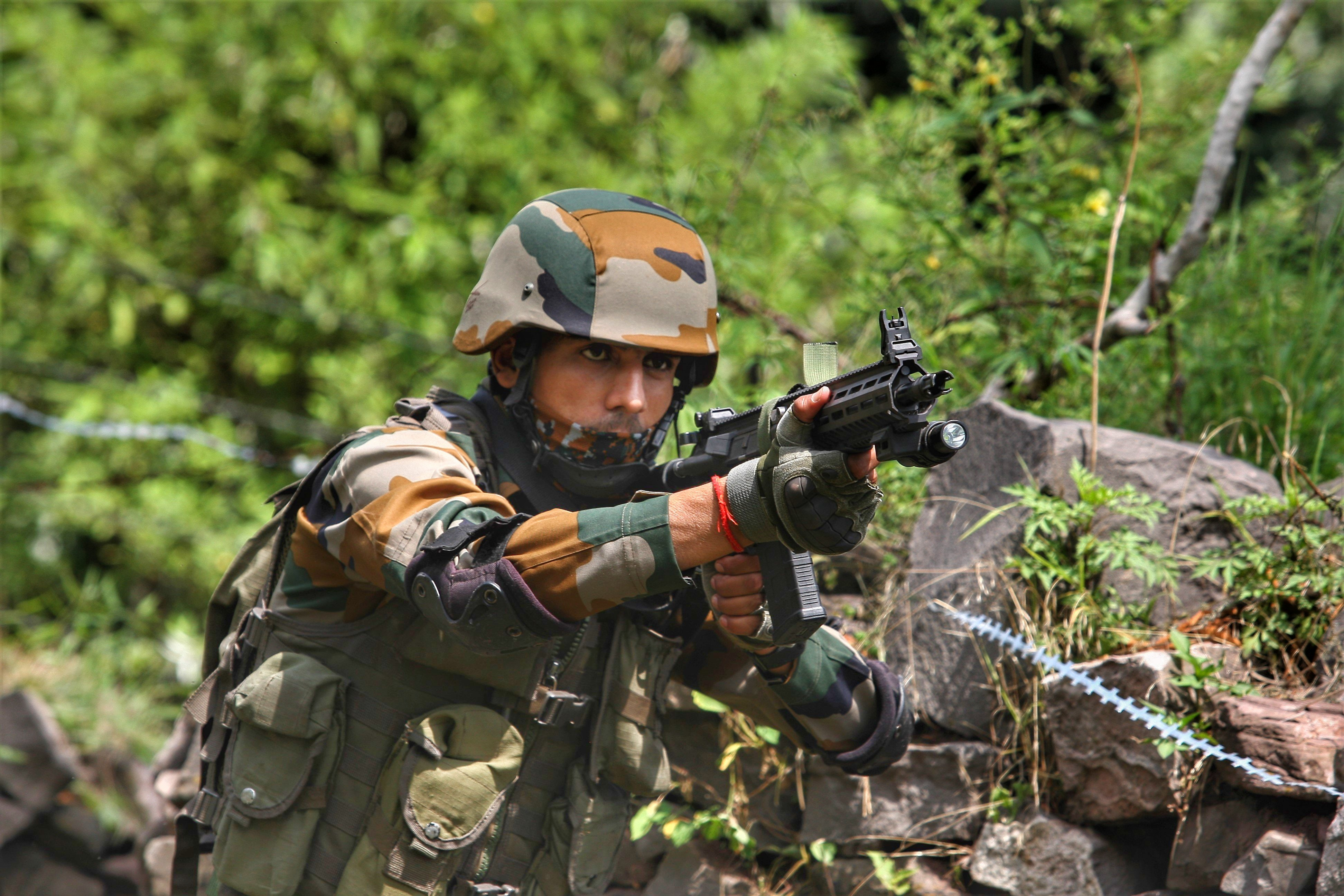
Personal de la Armada de India portando un Sig 716i, 2021

## Usuarios
- : Usado por las Fuerzas Policiales de Argentina.[12]
- : Usado por los Comando de las Fuerzas de Operaciones Especiales de Canadá (CANSOFCOM).[13]
- : Usado por las Fuerzas de El-Sa'ka.[14]
- : Usado por las Fuerzas Armadas de Georgia.[15]
- : Usado por la Fuerza Policial de Hong Kong, incluyendo la Unidad de Tareas Especiales.[16][17]
- :  Se realizó un pedido de 72,400 unidades del modelo SIG 716 g2. En diciembre de 2019, se entregó el primer lote de 10,000 rifles al Comando Norte del Ejército Indio.[18] Sig Sauer también confirmó que la entrega del primer pedido ya se había completado. Otro lote de 70,000 rifles fue autorizado para pedido en diciembre de 2023.[19][20]
  - El Ejército de la India cuenta con 66,400 unidades en servicio y 70,000 se ordenaron.[19]
  - La Fuerza Aérea India cuenta con 4,000 en servicio.[19]
  - La Fuerza Naval India cuenta con 2,000 servicio.[19]
- : Usado por el Cuerpo de Brigada Móvil de la Policía de Indonesia,[21] el SIG716 G2 es además usado por las Fuerzas Armadas de Indonesia.[22]
- : Se están ordenando unidades para la Infantería de Marina. [23]
- : Usado por la Unidad Antiterrorista de Serbia.[24]
- : Las variantes de la SIG516 y la SIG716 son utilizadas por la Subunidad de Acciones Tácticas de la Policía de Perú.[25][26]
- : Usado por las Fuerzas Especiales de la Policía de Suiza.[27]
- : Used by Departamento de Operaciones Especiales.[28]
- : Usado por el Servicio de Seguridad de Ucrania y la Dirección Principal de Inteligencia.[29]
- : Usado por el Comando Especialista en Armas de Fuego (CTSFO) de la Policía Metropolitana de Londres. [30][31]
- : Usado por la Policía de Florida cuando fue comprado en 2019, la Policía Estatal de Delaware cuando fue comprado en 2012 y también por el Departamento de Policía de Cincinnati (SWAT), así como la Oficina del Sheriff del Condado de Anderson, Carolina del Sur. También en el Departamento de Policía de San Diego, en el cual los rifles reemplazarán los envejecidos M16 de la era de Vietnam.[32][33]

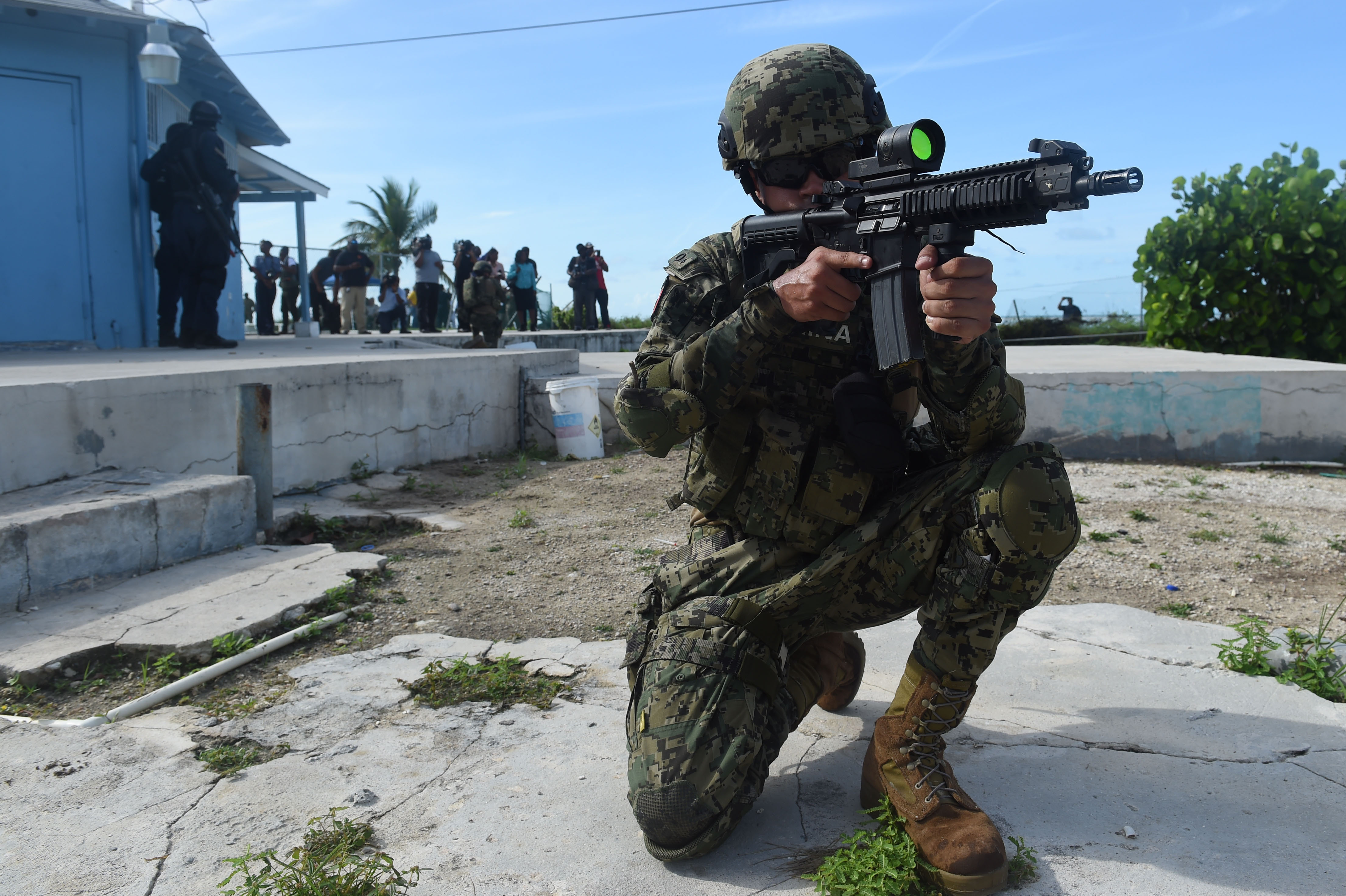
Infante de Marina de México durante un ejercicio de Tradewinds portando Sig Sauer SIG516